# Muttenshofen
Das Dorf Muttenshofen ist ein Gemeindeteil des Marktes Lauterhofen im Landkreis Neumarkt in der Oberpfalz.

## Kommunale Zugehörigkeit
Am 1. Mai 1978 wurde Gebertshofen mit Landnerhof, Muttenshofen, Ramertshofen, Reitelshofen und Ruppertslohe nach Lauterhofen eingemeindet. Der ehemalige Ortsteil Nonnhof wurde bereits am 1. Juli 1972 nach Alfeld eingemeindet.

## Katholische Kirche
Kirchlich gehört Muttenshofen zur Pfarrei Lauterhofen im Dekanat Habsberg.

## Baudenkmäler
Baudenkmäler sind ein Stadel aus dem Jahre 1911 und eine Marienkapelle mit Glockendachreiter aus der Mitte des 18. Jahrhunderts.